# Bundesstraße 2
Die Bundesstraße 2 (Abkürzung: B 2) ist mit rund 845 Kilometern die längste und eine der ältesten Bundesstraßen Deutschlands. Sie durchquert Deutschland in Nord-Süd-Richtung von der deutsch-polnischen Grenze bei Gartz (Oder) bis zur deutsch-österreichischen Grenze bei Mittenwald. Ihr historischer Vorläufer ist die mittelalterliche Via Imperii.

## Geschichte
Die Bundesstraße 2 verläuft – im Nordosten Deutschlands beginnend – durch die Bundesländer Brandenburg, Berlin, Sachsen-Anhalt, Sachsen, Thüringen und Bayern. Sie entspricht etwa dem Verlauf der historischen Reichsstraße Via Imperii, bis auf die Abschnitte zwischen Leipzig und Hof (dort B 93 und B 173) und zwischen Augsburg und Oberau (dort B 17 und B 23). Zwischen Berlin und Nürnberg verläuft sie im Wesentlichen nahezu parallel zur Bundesautobahn 9.
Ursprünge
Im Jahr 1816 entstand die Straße Potsdam – Wittenberg, 1828 entstand die Straße Berlin – Schwedt – Stettin.

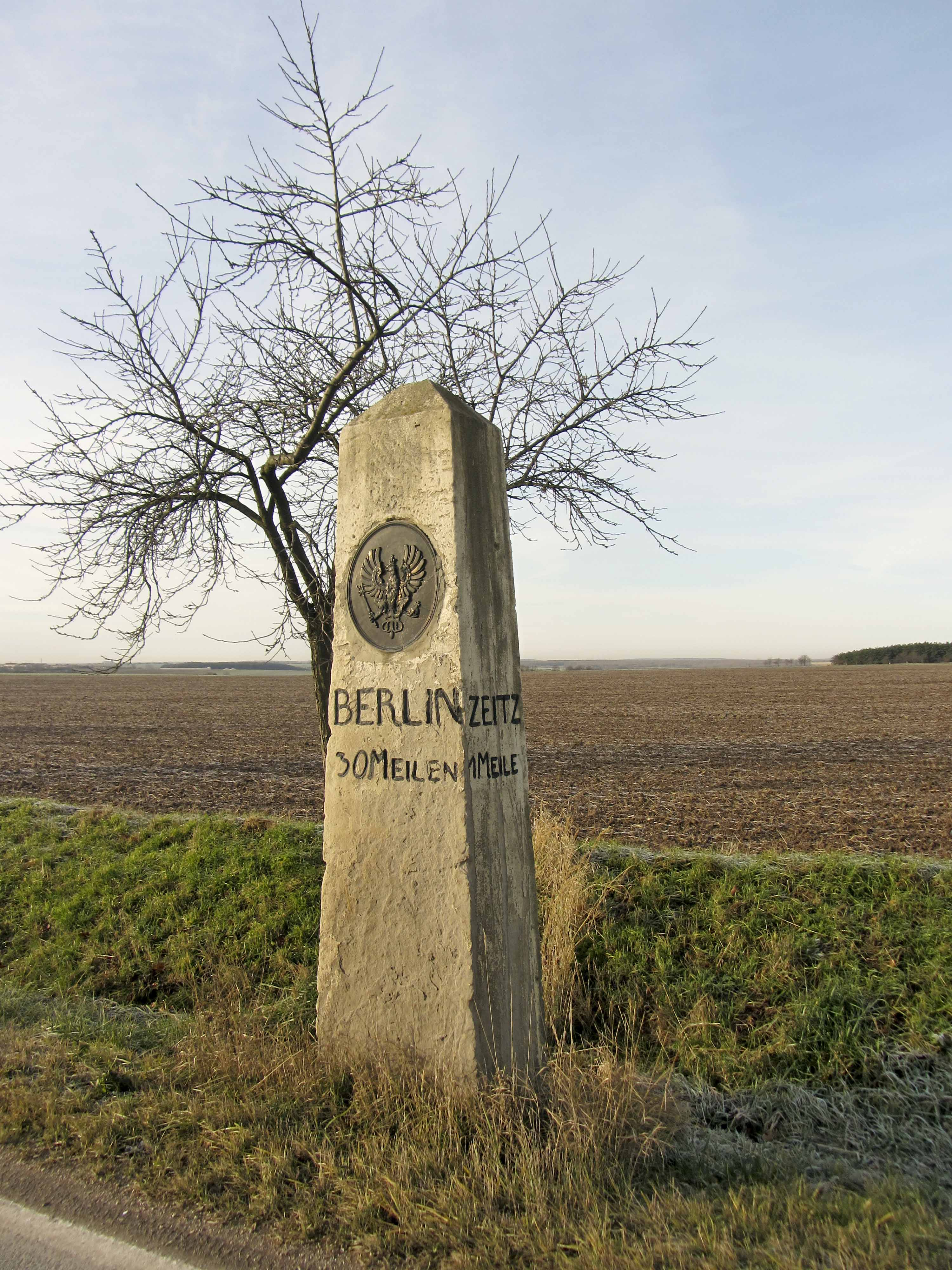
Ganzmeilenobelisk an der B 2 bei Loitzschütz
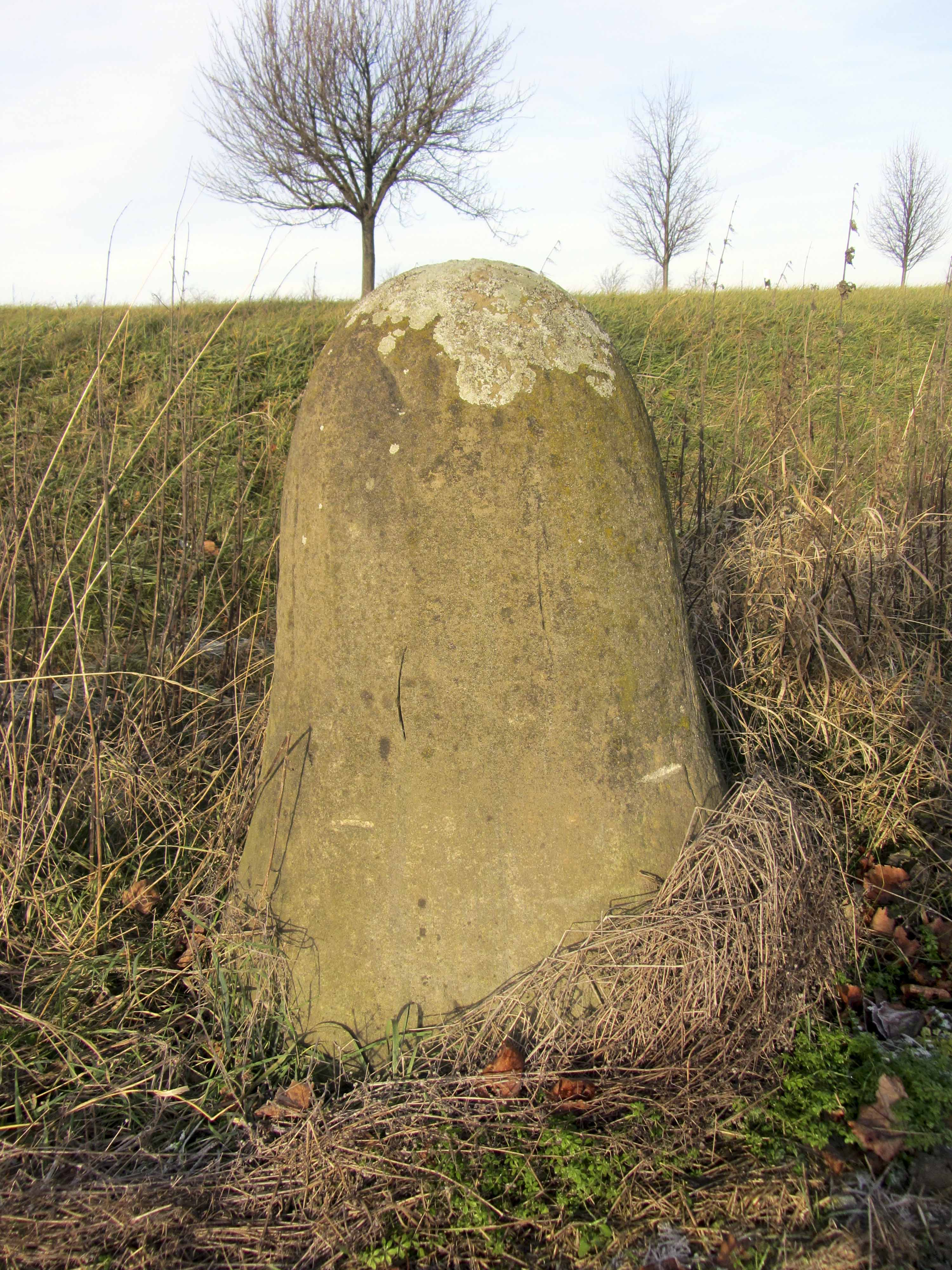
Halbmeilenstein an der B 2 bei Loitzschütz
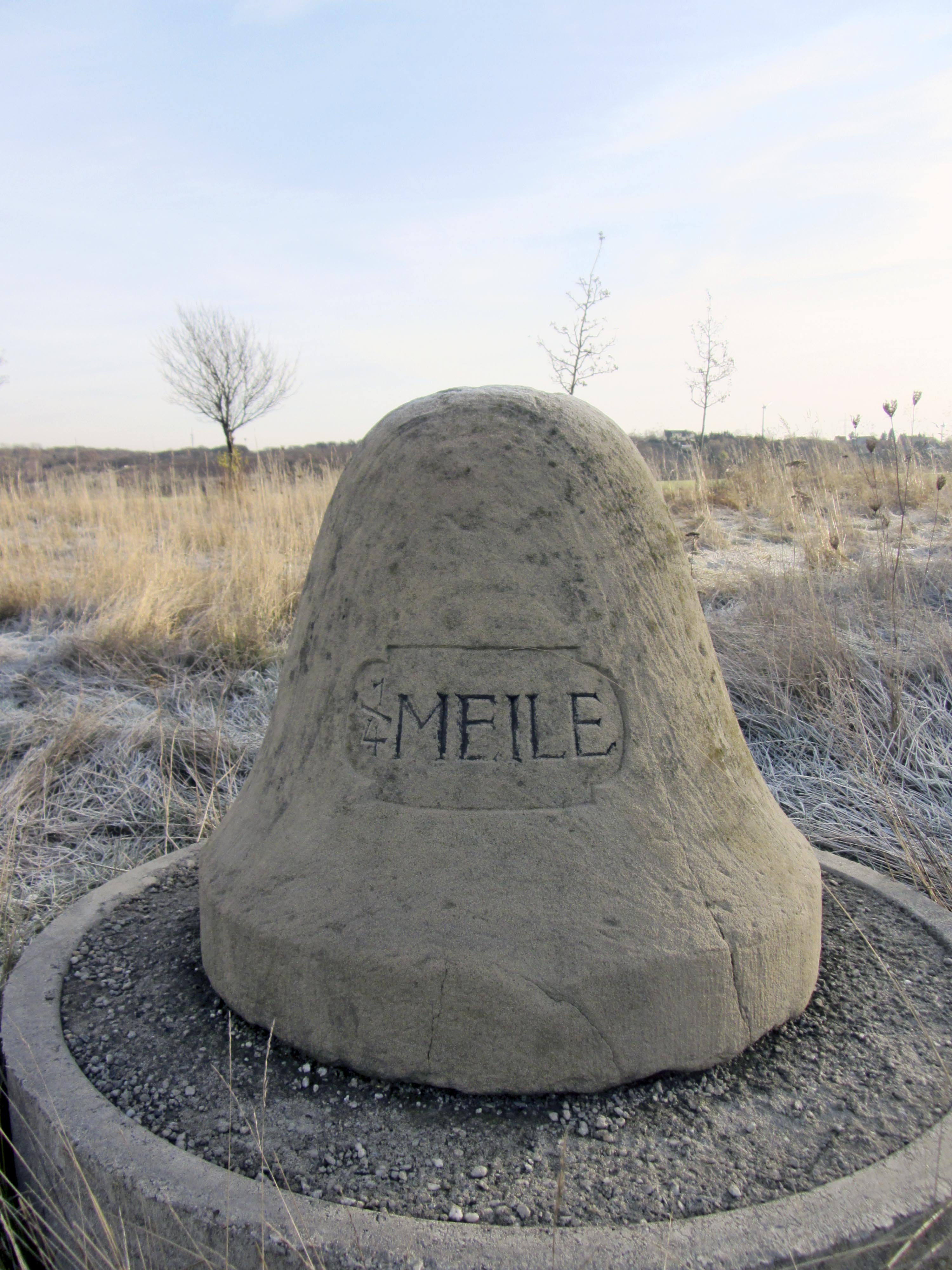
Viertelmeilenstein an der B 2 bei Bergisdorf

Frühere Strecken und Bezeichnungen
- Staatsstraße Nr. 12: Augsburg – Donauwörth – Nürnberg
- Staatsstraße Nr. 37: (Gebenbach –) Hof – Schleiz
- Staatsstraße Nr. 86: München – Weilheim – Partenkirchen
- Staatsstraße Nr. 100: Nürnberg – Hof – Plauen

Die B 2 übernimmt ihren Verlauf im heutigen deutschen Gebiet weitgehend von der 1932 eingerichteten Fernverkehrs-, später: Reichsstraße 2, die bis 1945 von der heutigen deutsch-polnischen Grenze über Stettin, Köslin, durch den ab 1918 polnischen Korridor und Danzig bis an die Weichsel bei Dirschau (heute: Tczew) weiterführte. Dort mündete sie in die frühere Reichsstraße 1 (Aachen – Berlin – Königsberg). Dieser heute polnische Teil hat keine durchgehende Straßennummerierung. Abweichend von der ursprünglichen Streckenführung führt die Straße seit Mitte der 1930er Jahre zwischen Leipzig und Hof über Gera, während der Verlauf zuvor über Altenburg, Zwickau und Plauen gegangen war.
Nach dem im Jahr 1938 erfolgten Anschluss Österreichs an das Deutsche Reich wurden die Seefelder Straße und Brennerstraße (Scharnitz – Zirl – Innsbruck – Brenner) bis 1945 ebenfalls als Reichsstraße 2 geführt. Sie entsprach mit ihrem Verlauf durch Schwaben, Südbayern und Tirol teilweise der ehemaligen Via Raetia.
In den 1970er Jahren musste die ehemalige F 2 südlich von Leipzig wegen des Braunkohletagebaus Zwenkau verlegt werden. Sie führt seitdem südlich von Zwenkau über ehemaliges Abraumgelände nach Osten, wo in Großdeuben die ebenfalls verlegte B 95 einmündet. Von hier verläuft sie vierspurig in die Leipziger Innenstadt.

## Streckenverlauf (ausführlich)
Im Folgenden werden auch die von der B 2 aus erreichbaren Sehenswürdigkeiten am Rande der Strecke beschrieben.

### Brandenburg – Berlin – Brandenburg
Die B 2 beginnt an der polnischen Grenze als Fortsetzung der von Stettin kommenden Nationalstraße 13 etwa einen Kilometer östlich des Dorfes Rosow und durchquert das Bundesland Brandenburg von Nordosten nach Südwesten. Hinter Schmargendorf bei Angermünde bis zum Autobahndreieck Kreuz Barnim am Berliner Ring A 10 ist die B 2 unterbrochen, der Verkehr wird über die B 198 und die Autobahn A 11 geführt.

#### Rosow – Schwedt/Oder
Bis 1945 begann die heutige Bundesstraße 2 als Reichsstraße 2 in Danzig. Als Ergebnis des Zweiten Weltkriegs beginnt sie seit 1945 am Grenzort Rosow wenige Kilometer südlich des Autobahngrenzübergangs der A 11. Durch die Stadt Gartz und am Schwedter Ortsteil Vierraden vorbei führt sie durch Tabakpflanzungen nach Schwedt, einer Stadt mit erdöl- und zelluloseverarbeitender Industrie, in der ein Straßenübergang in das polnische Chojna (Königsberg in der Neumark) abzweigt.

#### Schwedt/Oder – Berlin
In Schwedt ist die B 2 eine großzügige Ortsumgehung, die gleichzeitig die PCK-Raffinerie und die B 166 (als Verlängerung der A 20) anbindet. Südlich davon ist die Bundesstraße bis Pinnow mit 2 + 1 Fahrstreifen ausgebaut.

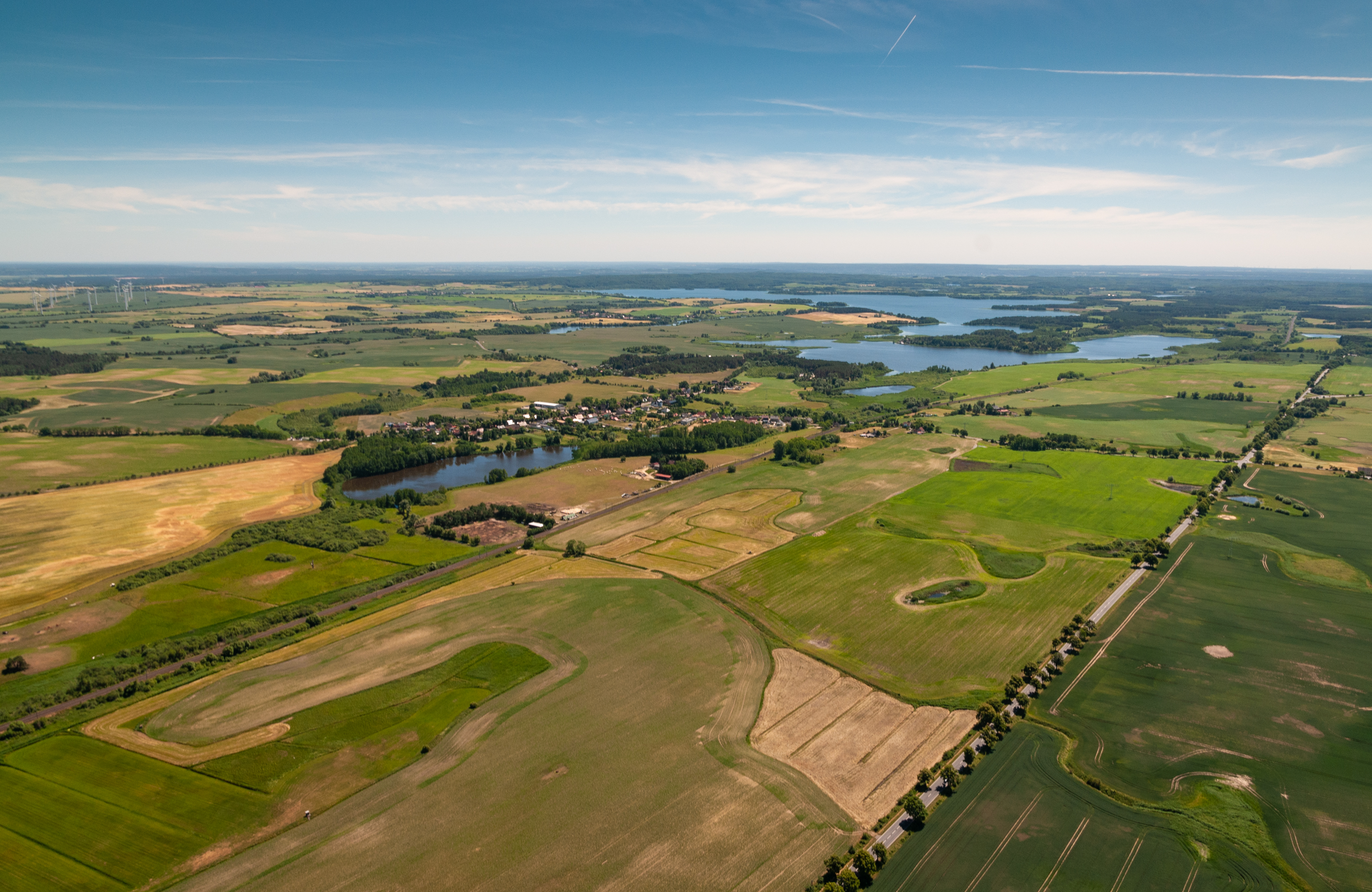
Die B 2 südlich von Angermünde

Weithin sichtbar ist dann die Marienkirche der ehemaligen Kreisstadt Angermünde, welche die Straße durch eine in den 1960er Jahren erbaute Ortsumfahrung nordwestlich hinter sich lässt. Hier quert sie die Bahnstrecken Angermünde – Bad Freienwalde (inzwischen stillgelegt), Berlin – Angermünde – Szczecin und Angermünde – Schwedt kreuzungsfrei. Zwischen dem Angermünder Ortsteil Herzsprung und dem Autobahndreieck Kreuz Barnim ist die B 2 unterbrochen.
Der alte Verlauf durch Chorin mit dem ehemaligen Zisterzienser-Kloster sowie der Verlauf über Eberswalde und Bernau wurde 2003 zur L 200 herabgestuft. Die Bundesstraße 2 beginnt wieder am Autobahndreieck Barnim, führt an Lindenberg vorbei und erreicht nach etwa 3,5 Kilometern die nordöstliche Berliner Stadtgrenze. Die Stückelung von Bundesstraße bei Ortsdurchfahrten ist möglicherweise wegen der Zuständigkeiten zur Pflege und Reparatur der vielbefahrenen Verkehrsstrecke erfolgt: Nun muss das Bundesland Brandenburg in Orten die Finanzierung übernehmen.

#### Berlin

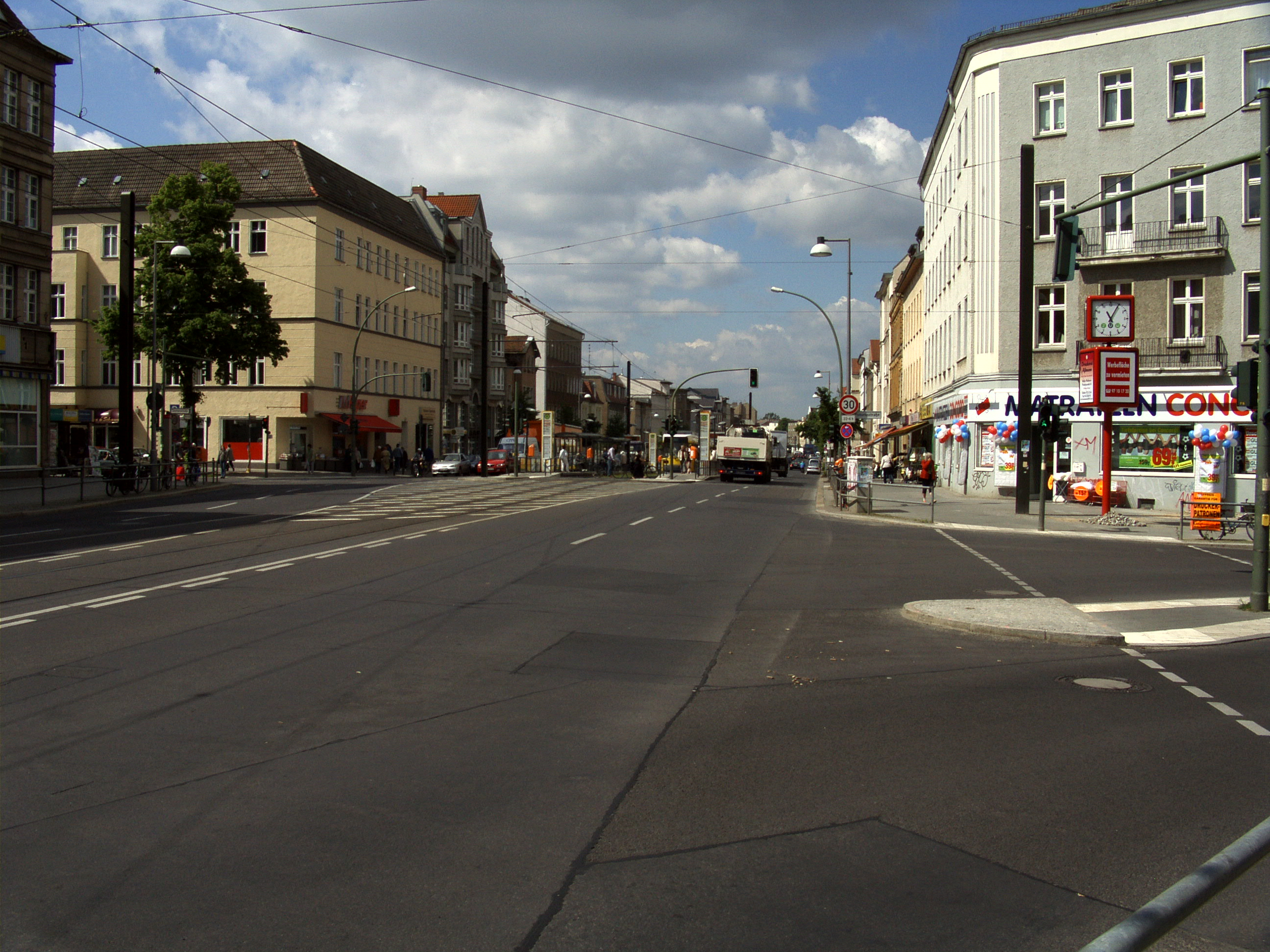
B 2 entlang der Berliner Allee in Berlin-Weißensee

Die Bundesstraße durchläuft Berlin in südwestlicher Richtung. Das Stadtgebiet beginnt im Ortsteil Stadtrandsiedlung Malchow des Bezirks Pankow. Der amtliche Straßenname bis zur Einmündung des Blankenburger Pflasterwegs ist Bundesstraße 2 (mit Straßenschild), eine Namensvergabe wurde nötig für die georeferenzierbare Adressierung der anliegenden Grundstücke.
So ist „Bundesstraße 2 Nr. 20“ das anliegende Umspannwerk Malchow, das östlich im angrenzenden Lichtenberger Ortsteil Wartenberg liegt. Nach 2,2 Kilometern auf Berliner Gebiet wechselt der Straßenname im Ortsteil Malchow zu Dorfstraße, weiter führt die Trasse auf der Malchower Chaussee und wechselt nach Weißensee.
Der weitere Verlauf führt über die Berliner Allee nach Prenzlauer Berg entlang der Greifswalder Straße und Otto-Braun-Straße zur historischen Mitte Berlins. Am Alexanderplatz treffen die B 1, die B 2 und die B 5 zusammen. Ab hier bildet die B 2 mit der B 5 eine gemeinsame Trasse. Diese führt am Alexanderplatz vorbei via Alexanderstraße und Karl-Liebknecht-Straße.
Dann führt die B 2 in Ost-West-Richtung auf der Museumsinsel über die Spree und verläuft auf dem Boulevard Unter den Linden zum Pariser Platz. Ursprünglich durchquerte die B 2 hier das Brandenburger Tor. Nach der Umgestaltung des Pariser Platzes zu einer Fußgängerzone muss der Platz nördlich über Wilhelmstraße, Dorotheenstraße und Ebertstraße umfahren werden. Die für die Umfahrung ausgewiesenen Straßen wurden jedoch nicht zu einer Bundesstraße heraufgestuft.
Am Platz des 18. März setzt die B 2 ihren historischen Verlauf im Ortsteil Tiergarten fort und heißt ab hier Straße des 17. Juni. Vorbei an der Siegessäule und dem Ernst-Reuter-Platz führt die Straße über den Theodor-Heuss-Platz und die Heerstraße durch den Bezirk Charlottenburg-Wilmersdorf. In der Überquerung der Havelniederung über die Stößensee- und Freybrücke erreicht sie den Bezirk Spandau. An der Kreuzung mit der Wilhelmstraße knickt die B 2 in südwestliche Richtung ab (hier endet auch der auf gleicher Trasse geführte Verlauf mit der B 5), durchquert als Potsdamer Chaussee die Groß-Glienicker und die Gatower Heide und verlässt an der südwestlichen Stadtgrenze Berlin.

#### Potsdam – Lutherstadt Wittenberg
Wiederum wird das Land Brandenburg durch die Bundesstraße 2 im Stadtgebiet Potsdam, Ortsteil Groß Glienicke, erreicht. Der weitere Verlauf führt in einem Bogen um den Krampnitzsee, kommt über die Potsdamer Ortsteile Fahrland und Neu Fahrland und der Überquerung des Sacrow-Paretzer Kanals an der sehenswerten russischen Kolonie Alexandrowka vorbei. Über die Nedlitzer Straße, Am Schragen, Jägerallee und Hegelallee wird an deren westlichem Ende der Abzweig der B 273 erreicht. Die B 2 verläuft weiter über die Schopenhauerstraße, den Luisenplatz, Zeppelinstraße, die Breite Straße, die sie teilweise parallel mit der Bundesstraße 1 nutzt, überquert über die Lange Brücke die Havel und passiert den Potsdamer Hauptbahnhof. Im weiteren Verlauf hat sie auf rund einen Kilometer Länge zwei parallele Führungen, einmal als Leipziger Straße und Michendorfer Chaussee und zum anderen als Brauhausberg verläuft die Straße vorbei am Telegrafenberg in südlicher Richtung und verlässt Potsdam, indem sie den Berliner Außenring der Bahn überquert. Michendorf wird östlich auf einer Umgehungsstraße umfahren. Südlich von Michendorf besteht ein Anschluss an die A 10 (Berliner Ring).

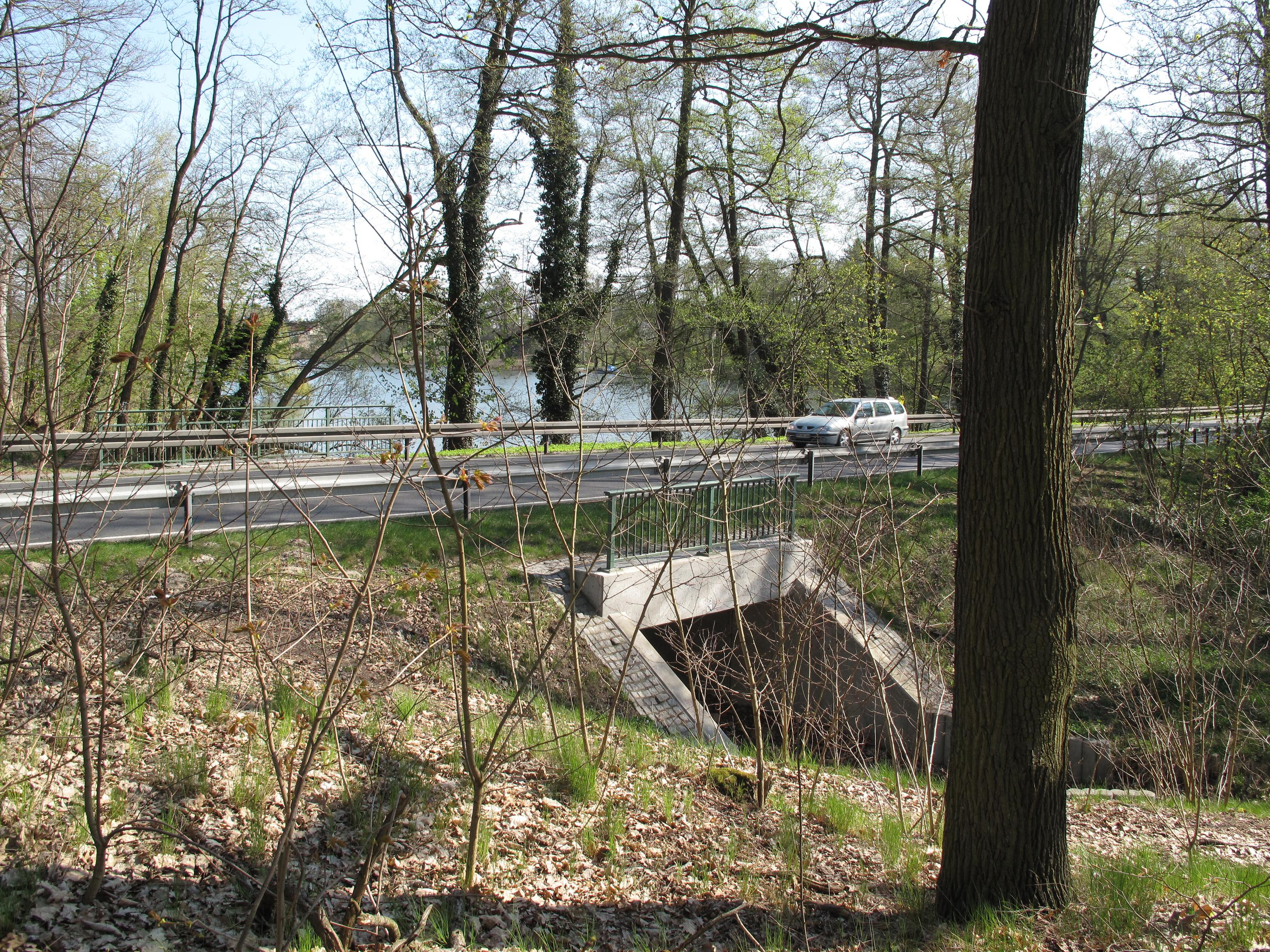
Die B 2 auf dem 1804 errichteten Damm durch die Seddiner Seen

Zwischen Michendorf und Beelitz durchquert die Straße auf einem 1804 errichteten Damm die Seddiner Seen. Bis zum Bau des Dammes verlief die Verbindung Potsdam – Beelitz auf einer Poststraße östlich um den See herum über Kähnsdorf und Saarmund. Die Stadt Beelitz, die in einem bekannten Spargelanbaugebiet liegt, wird ebenfalls über eine östlich der Stadt verlaufende Umgehungsstraße umfahren. Die Straße erreicht Treuenbrietzen, danach wird der Fläming überquert: Hier befindet sich die Wasserscheide zwischen Havel und Elbe. Der dort liegende Treuenbrietzener Ortsteil Marzahna ist der letzte Ort der B 2 im Bundesland Brandenburg.

### Sachsen-Anhalt
Ab der Landesgrenze von Brandenburg verläuft die B 2 durch das Bundesland Sachsen-Anhalt, durchquert Sachsen, verläuft dann wieder auf einem relativ kurzen Stück durch Sachsen-Anhalt und erreicht dann Thüringen.

#### Lutherstadt Wittenberg
Nach Überqueren der Landesgrenze wird mit Kropstädt der erste Ortsteil der Lutherstadt Wittenberg erreicht. Das geschlossene Siedlungsgebiet der Stadt beginnt mit der Berliner Chaussee, einer abschüssigen Allee mit altem Baumbestand. Der Übergang vom Fläming in die Elbaue lässt gleichzeitig erste Blicke auf die Altstadt und die weltberühmten Reformationsstätten zu. Im Bereich der Altstadt folgt die Berliner Straße der ehemaligen Stadtbefestigung, um dann den Kreuzungskomplex Amtsgericht zu erreichen – von dort ist die Schlosskirche zu sehen. Über die Hafenbrücke (über die Bahnstrecke Węgliniec–Roßlau) wird die Südumfahrung Wittenberg erreicht – die B 2 wird vierstreifig und vereint sich mit der B 187. An der Ampelkreuzung Elbbrücke trennen sich beide Bundesstraßen wieder. Die B 2 überquert die Elbe über die im Jahr 2000 eröffnete vierstreifige Elbbrücke.

#### Lutherstadt Wittenberg – Bad Düben

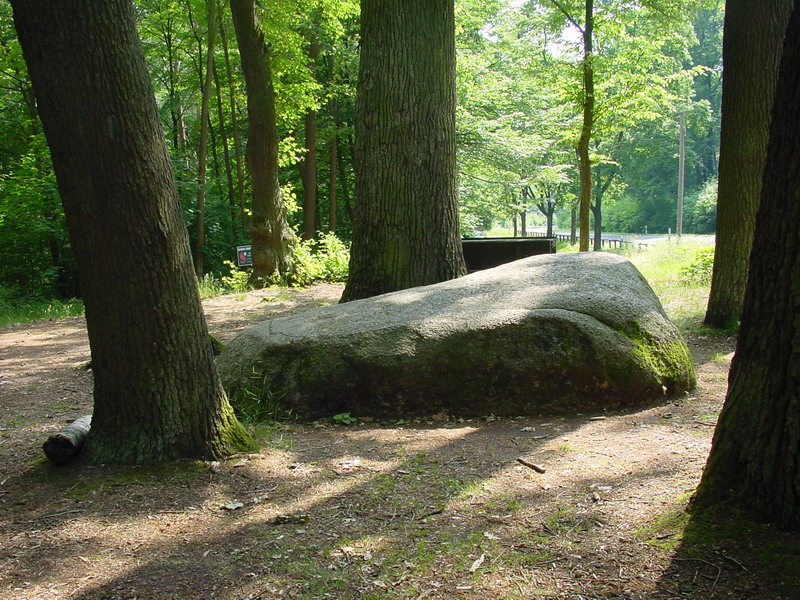
Lutherstein

Nach Passage der Elbbrücke werden bis zum Ortsteil Pratau noch mehrere Flutbrücken passiert: der eingedeichte Bereich der Elbe ist hier zwei Kilometer breit. Die Ortsumgehung von Eutzsch wurde im August 2019 in Betrieb genommen. Südlich des Ortes zweigt die B 100 nach Bitterfeld und 1,5 Kilometer südöstlich die B 182 nach Torgau ab.
Bei Kemberg verlässt die B 2 die Elbaue und erreicht die Dübener Heide – ein landschaftlich reizvoller sowie wildreicher Abschnitt. An der Strecke befindet sich ein Denkmal von historischer Bedeutung, der Lutherstein. Bis hierher soll Martin Luther im Jahr 1519 von Wittenberger Studenten begleitet worden sein, als er zum Streitgespräch nach Leipzig zur Disputation mit Johannes Eck aufbrach. Danach wird Eisenhammer erreicht, eine kleine Siedlung in völliger Waldlage – durchschnitten von der Bundesstraße. Hier befindet sich die letzte produzierende Köhlerei der Dübener Heide. Letzter Ort vor der Landesgrenze zu Sachsen ist Tornau. Von hier aus kann man Söllichau und das NVA-Bunkermuseum Kossa erreichen.

### Sachsen

#### Bad Düben – Leipzig
In Sachsen passiert man zunächst die Kurstadt Bad Düben. Die Bundesstraße folgt zunächst einer neuen Trassierung, wird dann aber wieder durch den Ort geführt: Es folgt die Brücke über die Mulde. In Krensitz kreuzt man die Bahnstrecke Halle–Cottbus. Auf dem weiteren Verlauf der B 2 fährt man durch Krostitz, wo man auf der rechten Seite die alten – vom Verfall bedrohten – Gebäude der ehemaligen Malzfabrik sehen kann. In einer neuen Anlage in der Ortslage wird das Bier „Ur-Krostitzer“ gebraut.

#### Leipzig

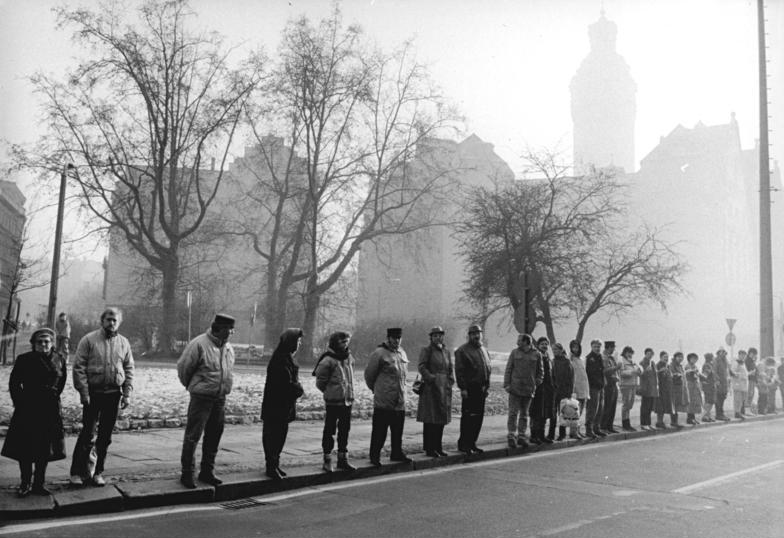
Menschenkette entlang der Fernverkehrsstraße 2 in Leipzig, 1989

Vor Leipzig werden mehrere Gewerbegebiete passiert. Nach der Einmündung der B 184 wird die B 2 vierstreifig und nimmt den Charakter einer Stadtautobahn an. Es folgt das Kreuz mit der A 14 (Anschlussstelle Leipzig-Mitte), das auch Verteilerfunktionen zur Leipziger Messe und zum Flughafen Leipzig/Halle hat.
Die B 2 durchquert die Ortsteile Wiederitzsch, Eutritzsch, Zentrum-Ost, Reudnitz-Thonberg, Stötteritz und stellt dann die Grenze zwischen den Ortsteilen Connewitz und Südvorstadt dar. Am Südrand der Stadt durchquert die B 2 Teile des Leipziger Auwaldes und verlässt die Stadt am östlichen Pleiße-Ufer. Der Abschnitt zwischen der Anschlussstelle Schleußiger Weg und dem Autobahnkreuz Leipzig-Süd (mit der A 38) sollte bis 2020 als Teil der A 72 ausgebaut werden, was jedoch von Leipzigs Stadtrat abgelehnt wird. Am 20. Februar 2013 entschied man daher, die A 72 nicht bis Leipzig zu verlängern. Sie endet also zukünftig am Kreuz Leipzig-Süd. Der denkmalgeschützte agra-Park wird auf einer Brücke überquert, die bis frühestens 2030 durch einen Tunnel ersetzt werden soll.

#### Leipzig – Zeitz
Zwischen Leipzig und Zwenkau wurde die Straße bis 1971 bergbaubedingt komplett neu trassiert. Zwischen Pegau und Profen war sie bereits bis 1965 bergbaubedingt umtrassiert worden. Bei Pegau verlässt die B 2 den Freistaat Sachsen.

### Sachsen-Anhalt
Die Bundesstraße 2 führt über die Ortsumgehung Zeitz bis Giebelroth wiederum durch Sachsen-Anhalt.

### Thüringen

#### Zeitz – Gera
Das Bundesland Thüringen wird ab der Landesgrenze mit Sachsen-Anhalt von der B 2 in südlicher Richtung durchquert.

#### Gera

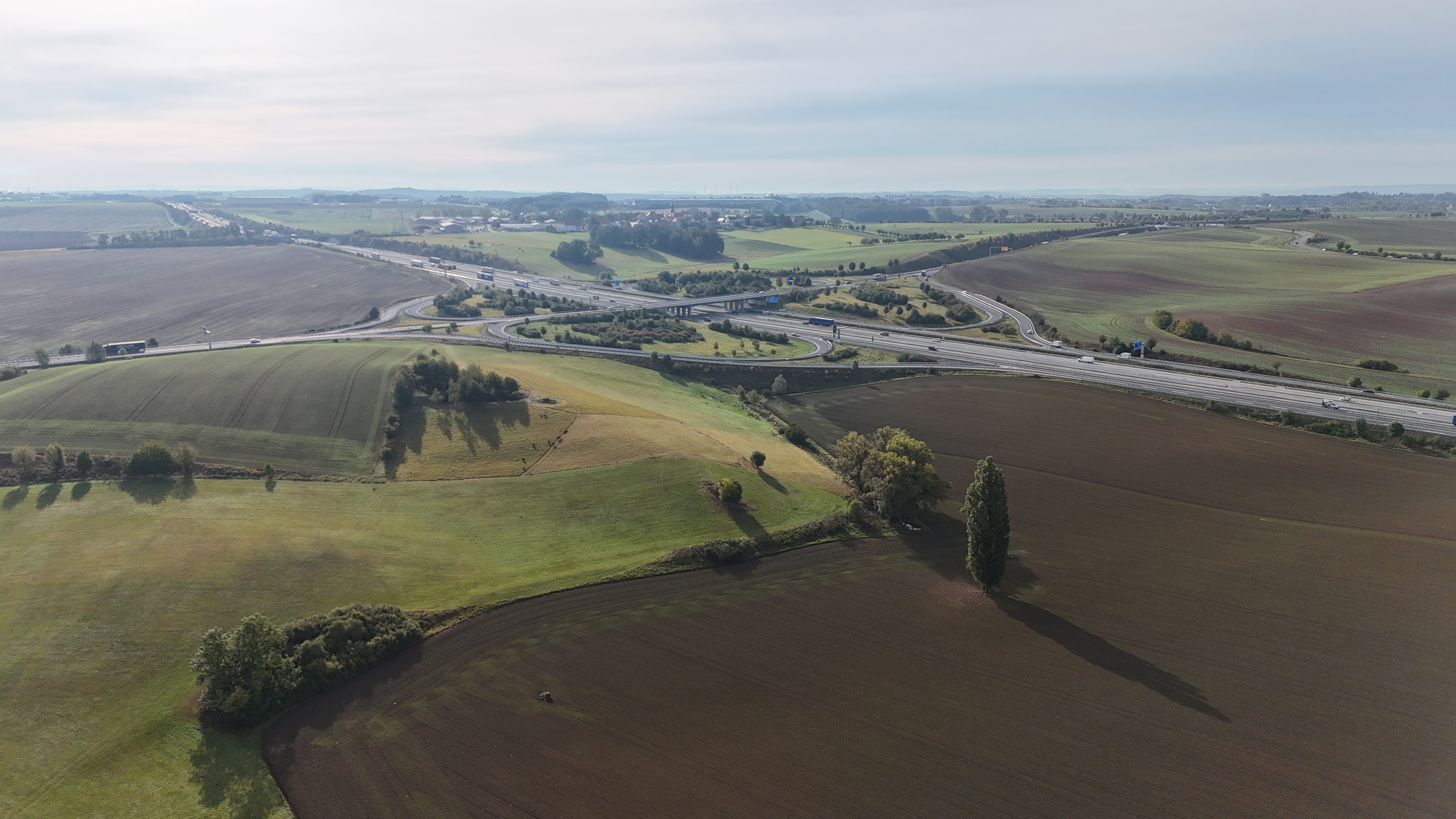
Anschlussstelle Kreuz Gera mit B 2

Unmittelbar an der Landesgrenze erreicht die B 2 das Stadtgebiet von Gera. Sie führt vorbei an den Ortsteilen Hermsdorf und Cretzschwitz und seit Fertigstellung des Stadtrings zur Bundesgartenschau 2007 in einem Bogen über die bisher grüne Feldflur zur neuen Anschlussstelle Kreuz Gera (A 4) und weiter bis zum Ostkreuz. Dort endet sie vorerst – nur die B 92 führt über die Osttangente vorbei an Zschippern und Pforten bis Höhe Heizkraftwerk Gera-Süd. Die alte Trasse der B 2 führte ab dem Abzweig Seligenstädt in südwestlicher Richtung weiter durch das Schoßbachtal nach Langenberg, wo sie auf die – mittlerweile ebenfalls herabgestufte – B 7 traf und mit dieser gemeinsam weiter in die Innenstadt führte.
Ehemaliger Straßenverlauf in Gera
- Zeitzer Straße
- Langenberger Straße
- Siemensstraße
- Berliner Straße
- Theaterstraße
- Gebrüder-Häußler-Straße
- Am Sommerbad
- Straße des Friedens (L 3002)
- Hofer Straße (L 3002)

Als L 3002 beginnt die Trasse an der Geraer Heinrichsbrücke wieder und verlässt die Stadt südwestlich über den Ortsteil Weißig.

#### Gera – Hof
In Großebersdorf beginnt die Widmung der B 2 erneut für einen kurzen Abschnitt, der die endende B 281 mit der B 175 verbindet. Der übrige Verlauf von Mittelpöllnitz bis Schleiz ist wiederum zur L 3002 herabgestuft.
Zwischen 1951 und 1966 wurde der Transitverkehr durch die DDR von der Anschlussstelle Schleiz der heutigen A 9 über die heutige B 2 (damals: F 2) und den Grenzübergang Töpen/Juchhöh bis zur Anschlussstelle Hof-Nord an der heutigen A 72 umgeleitet, weil die Saalebrücke im Verlauf der A 9 seit 1945 zerstört war und erst 1966 wieder freigegeben wurde.
In Schleiz wird die L 3002 wieder zur B 2 und setzt über ein kurzes Stück die hier endende B 94 bis zur Bundesstraße 282 südlich der Stadt fort, wo sie wiederum in die L 3002 übergeht und nach Gefell führt. In Gefell geht die B 90 in die B 2 über, die südwärts parallel zur A 9 über die bayerische Landesgrenze nach Hof führt.

### Bayern
Als letztes Bundesland durchzieht die B 2 von Thüringen bis zur österreichischen Grenze Bayern auf einer Strecke von 404,868 km.

#### Hof – Bayreuth
In Hof trifft die B 2 am Friedhof auf die B 173. Gemeinsam überqueren sie die Saale; danach trennen sich die Straßen wieder. Die B 2 führt als Ernst-Reuter-Straße in Form einer vierstreifigen Stadtautobahn wieder aus der Stadt, nachdem sie aus historischen Gründen auch das innerste Stadtzentrum durchquert hat. Eine Optimierung der Fahrtstrecke streckengleich zur B 173 von der Lessingstraße über den Schützenweg und die Kulmbacher Straße zur Ernst-Reuter-Straße scheitert daran, dass die Stadt Hof als Baulastträger der Straßenkosten es bevorzugt, möglichst viele Straßenkilometer als Bundesstraße auszuweisen. Hierdurch werden jedoch gerade Schwerlastfahrzeuge mit Navigationssystemen durch den Stadtkern mit engen Kreuzungsradien und engen Einbahnstraßen geführt.
- Straßenverlauf in Hof
  - Schleizer Straße
  - Lessingstraße
  - Konrad-Adenauer-Platz
  - Poststraße (nur in Fahrtrichtung Süden)
  - Kreuzsteinstraße (nur in Fahrtrichtung Süden)
  - Marienstraße (Abschnitt zwischen Kreuzsteinstraße und Konrad-Adenauer-Platz nur in Fahrtrichtung Norden)
  - Luitpoldstraße
  - Jahnstraße
  - Berliner Platz
  - Ernst-Reuter-Straße

Sie verlief weiter in Richtung Süden nach Konradsreuth. Von dort führte die Strecke über Münchberg und nach Gefrees.
Im Abschnitt zwischen Hof und Münchberg wurde sie zur Staatsstraße 2461, weiter bis zur südlichen Grenze des Landkreises Hof zur Kreisstraße HO 44 herabgestuft.

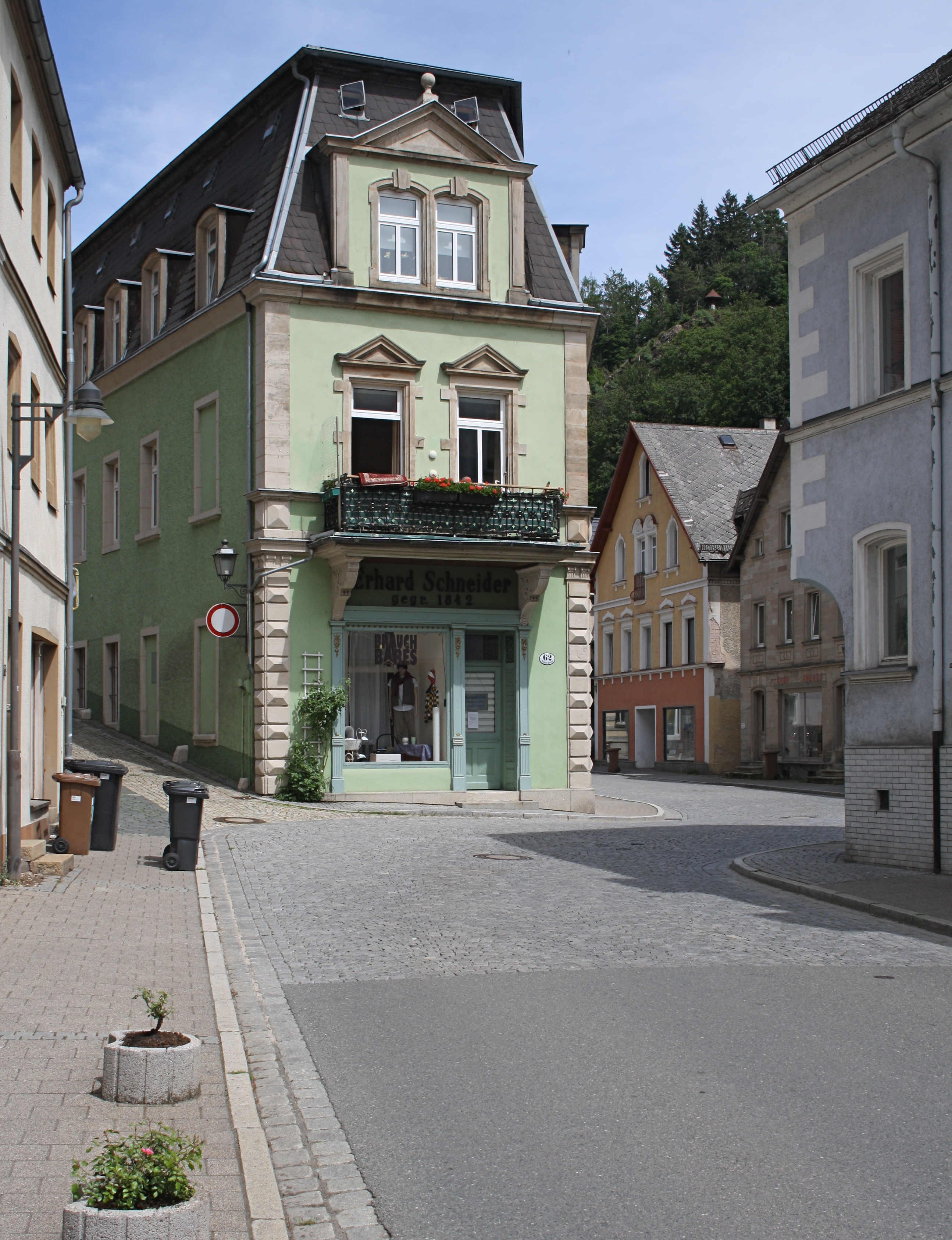
Engstelle in der Ortsdurchfahrt der ehemaligen B 2 in Bad Berneck

Ab der Grenze des Landkreises Bayreuth wurde die B 2 im Jahr 2015 bis zur Anschlussstelle Bayreuth-Nord der Bundesautobahn 9 herabgestuft. Nördlich von Gefrees ist sie nunmehr die Kreisstraße BT 48, bis zum westlichen Ortsrand von Gefrees im Gemeindeteil Böseneck ist sie nun Teil der Staatsstraße 2180, weiter bis Bad Berneck die Kreisstraße BT 48.
Das Teilstück der B 2 nördlich von Gefrees durch das Lübnitz-Tal war bekannt für Senkungen und Kurven, die häufig zu Unfällen führten. Am deutlichsten war dies an der Brücke zu bemerken, die über die Lübnitz führt. An dieser Stelle ereigneten sich vor allem Schwerlastunfälle. Ein geplanter Neubau der B 2 in diesem Bereich, welcher eine neue Brücke sowie einen begradigten Straßenverlauf vorsah, wurde vom Straßenbauamt abgelehnt. Hinsichtlich des ständig zunehmenden Verkehrs (derzeit rund 2600 Fahrzeuge täglich einschließlich des Schwerlastverkehrs) war die Lübnitztalbrücke für ca. zehn Jahre gesperrt. Während dieser Zeit verlief die B 2 über eine Behelfsbrücke direkt neben der Lübnitztalbrücke. 2012 wurde die Lübnitztalbrücke nach einer Generalsanierung wieder für den Verkehr freigegeben. In der Brücke wurde hinter der erhalten gebliebenen Fassade aus Sandstein ein neuer Rahmen aus Stahlbeton eingearbeitet.
Von Gefrees führte die Strecke vorbei an der Burgkapelle Stein weiter durch die Altstadt von Bad Berneck und verlief von dort bis Ende 2015 nach Bayreuth. Zwischen der Kreuzung mit der B 303 in Bad Berneck und der Anschlussstelle Bayreuth-Nord der A 9 wurde sie zur Staatsstraße 2460 herabgestuft.
Auf dem Weg nach Bayreuth erreichte die B 2 kurz nach Benk den Bindlacher Berg. Dieser war von 1945 bis Anfang der 1990er Jahre Militärstandort der US-Streitkräfte. Die vormals von dort aus gerade verlaufende, aber sehr steile Strecke hinunter nach Bindlach war bereits 1895 durch eine flacher am Hang angelegte Straße ersetzt worden. Nach der Durchquerung Bindlachs führte die B 2 am ehemaligen Kasernengelände der Bundeswehr im Bayreuther Stadtteil Laineck vorbei, ehe sie den Verkehrskreisel an der Autobahn-Anschlussstelle Bayreuth-Nord erreichte.

#### Bayreuth – Nürnberg

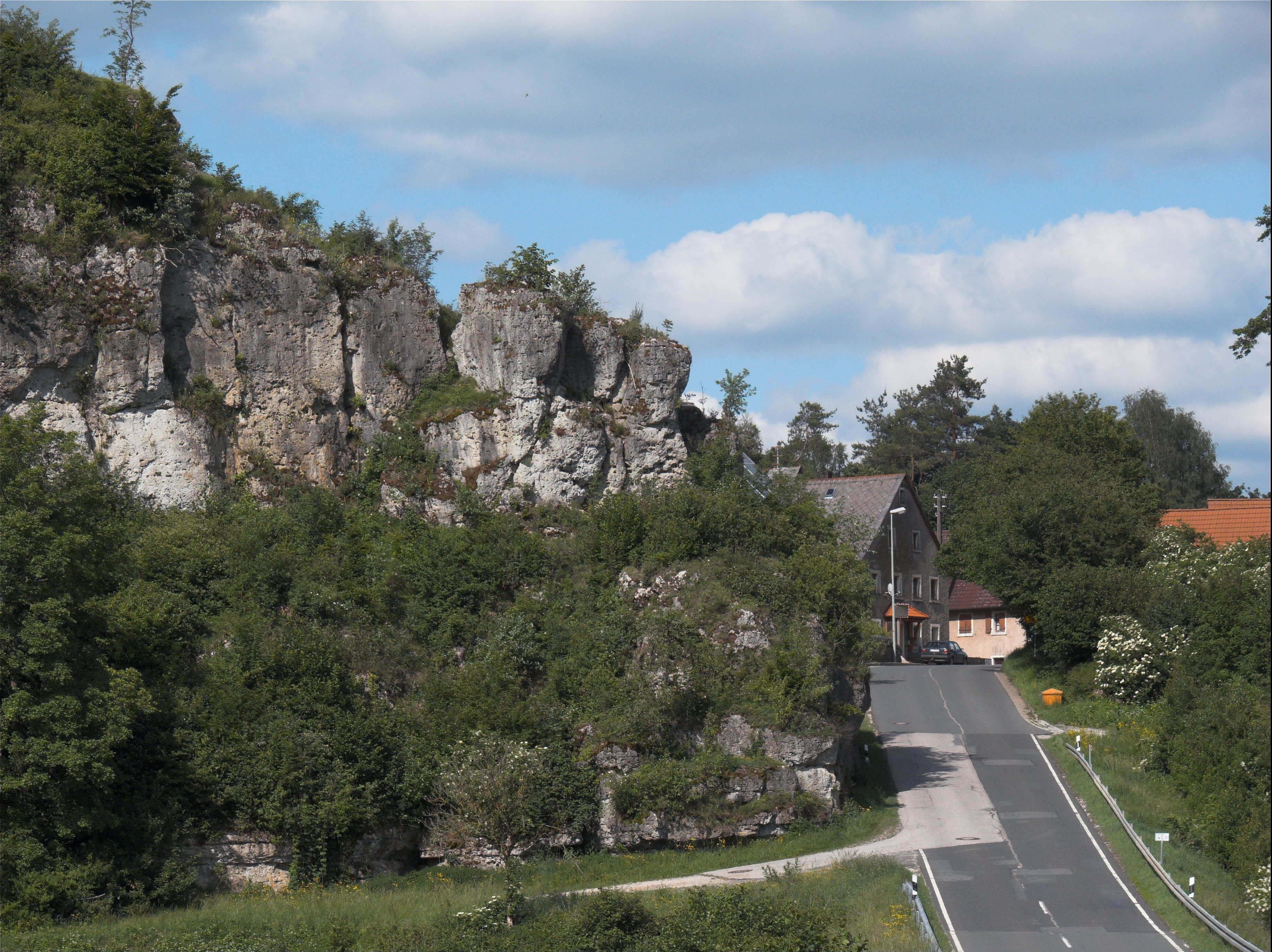
Die B 2 unmittelbar westlich von Leupoldstein

Bayreuth und der Stadtteil Wolfsbach werden in Richtung Süden durchlaufen, ehe die B 2 durch das mittelalterlich geprägte Creußen führt. Weiter südlich werden Schnabelwaid und Pegnitz erreicht. Zwischen Bayreuth (Josephsplatz) und Pegnitz-Neudorf ist die Straße mit der B 85 identisch, südlich von Neudorf auf etwa zwei Kilometer Länge mit der B 470.
Ab Pegnitz führt die B 2 in einem Verlauf, zum Teil stark gewunden und auf relativ hohem Niveau (400–550 m ü. NHN), am östlichen Rand der Fränkischen Schweiz entlang. Hier verläuft sie u. a. durch Leupoldstein, den Markt Hiltpoltstein mit seiner engen und steilen Ortsdurchfahrt und der Burg Hiltpoltstein und vorbei an der Stadt Gräfenberg mit ihrer historischen Altstadt. Ab Weißenohe (ehemaliges Benediktinerkloster, Brauerei) verlässt die B 2 das Albplateau der Fränkischen Schweiz und der Straßenverlauf wird wieder großzügiger. Im Bereich des Marktes Eckental führt sie zunächst durch den Gemeindeteil Forth, wo mittelfristig eine Ortsumgehung gebaut werden soll. Den Gemeindeteil Eschenau umgeht sie seit Ende 2008 und steigt zweistreifig auf den „Geschaidter Berg“, wo sie die Gemarkung des Gemeindeteils Großgeschaidt nahe Kleingeschaidt schneidet, um über die Ortsumfahrung Heroldsberg durch den Nürnberger Reichswald die Stadtgrenze Nürnbergs zu erreichen.

#### Nürnberg – Schwabach – Roth

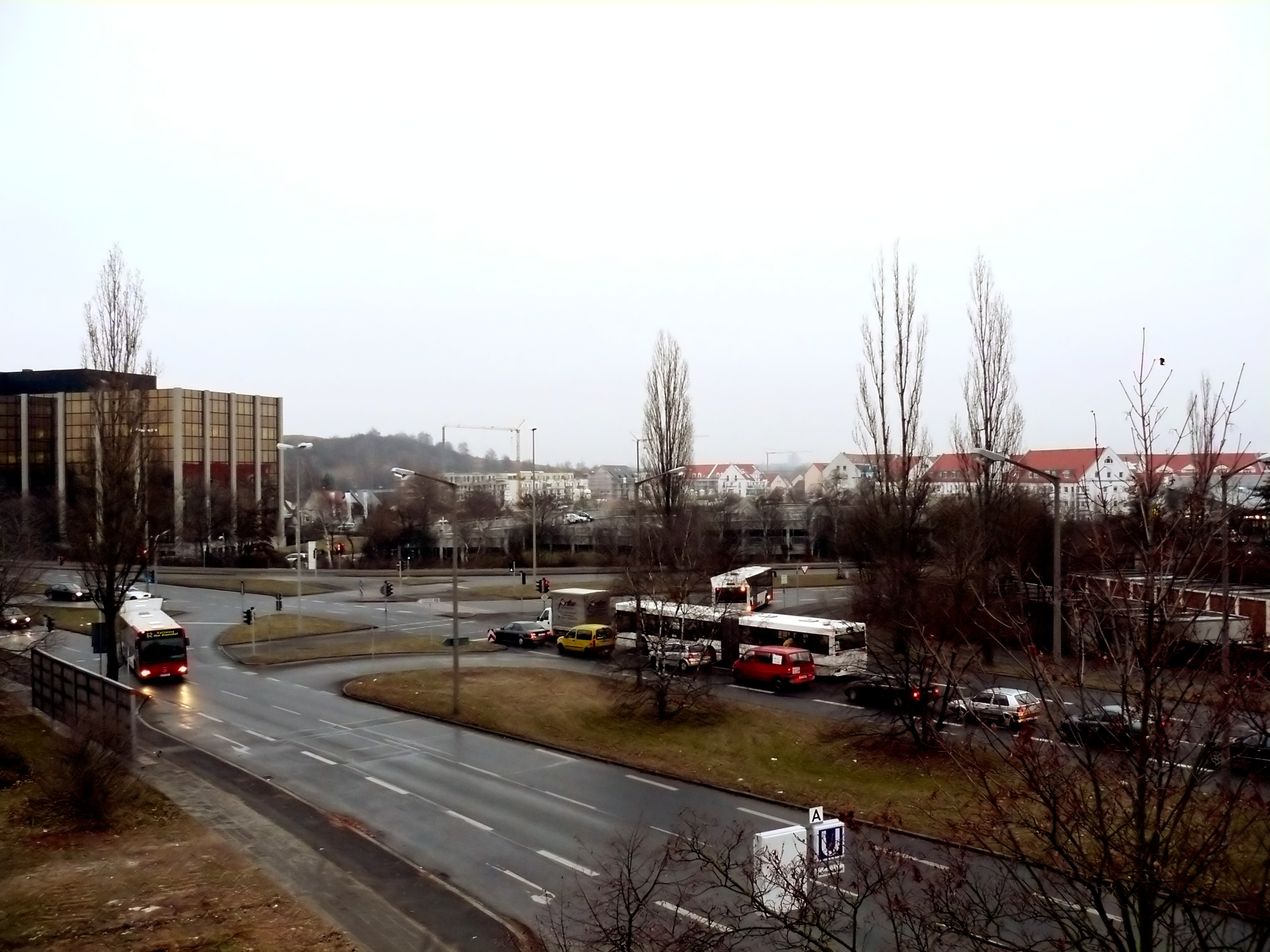
Am Ende der Schweinauer Hauptstraße in Nürnberg trennen sich die B 2 (rechts) und die B 14 (vorn)

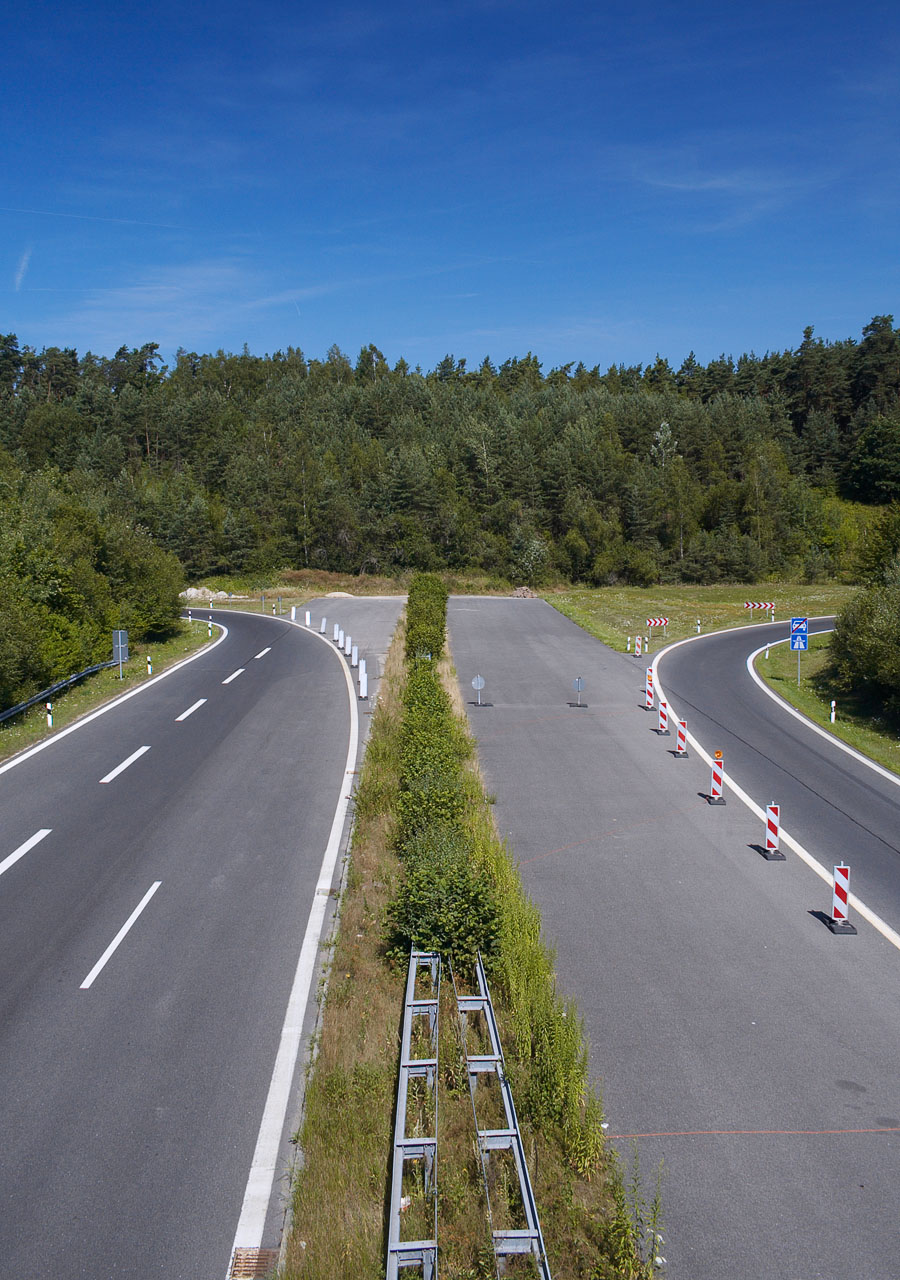
Ende der B 2 bei Schwabach

Im Bereich der Stadt Nürnberg mündet die B 2 in den innerstädtischen Ring, die B 4 R. Im Süden der Stadt im Bereich des Fernmeldeturmes verlässt sie gemeinsam mit der B 14 den Ring als Schweinauer Hauptstraße in Richtung Südwesten. An deren Ende, südlich der Südwesttangente und des Main-Donau-Kanals trennen sich die beiden Bundesstraßen wieder und die B 2 verläuft als Weißenburger Straße zweistreifig in Richtung Schwabach. In diesem Streckenabschnitt ist sie teilweise dreistreifig ausgeführt; so gibt es eine separate Bus-Spur Richtung Zentrum. Eine Lkw-Kriechspur an der Steigung nach Schwabach wurde aufgrund einer Fußgänger-Querungshilfe wieder beseitigt. Nach Durchquerung der Stadt Schwabach verläuft die B 2 ein kurzes Stück zusammen mit der Autobahn 6, um schließlich zwischen den Städten Schwabach und Roth als autobahnähnlich ausgebaute Straße weiterzuführen.
Von Mitte der 1980er Jahre bis 2004 war der autobahnähnliche Ausbau der B 2 zwischen Nürnberg-Reichelsdorf und der bei Schwabach liegenden Anschlussstelle Roth der A 6 geplant. Dieses Projekt war in der Bevölkerung heftig umstritten, da die geplante Trasse durch die Rednitzniederungen führt und nach Ansicht des BUND einzigartige Gräserlandschaften zerstört hätte. Mit der Realisierung hätte sich eine Umgehung der Stadt Schwabach ergeben. Die Trasse war als B 2a bzw. früher sogar als A 77 geplant und sollte über das Kreuz Nürnberg-Hafen in Richtung der nördlichen A 73 führen.

#### Roth – Donauwörth
Im Streckenabschnitt zwischen den Anschlussstellen Roth A 6 und Donauwörth war die A 77 als vierstreifiger Ersatz zur alten B 2 vorgesehen. Entgegen den Planungen wurde der Bau der Autobahn zurückgestellt und ein Ausbau der bestehenden B 2 priorisiert.
Vom Ende der vierstreifig ausgebauten B 2n (nach der Anschlussstelle Roth-Kiliansdorf und vor Wernsbach) bis Donauwörth finden weitere Baumaßnahmen in Richtung eines dreistreifigen Ausbaus statt. Der Abschnitt Pleinfeld-Süd bis Ellingen-Nord ist bereits dreistreifig fertiggestellt. Zwischen Ellingen-Mitte und Weißenburg-Nord ist der vierte Fahrstreifen realisiert, kurz hinter der Kreuzung Dietfurt-Treuchtlingen bis zur südlichen Grenze des Landkreises Weißenburg-Gunzenhausen nach Langenaltheim ist die Fahrbahn ebenfalls dreistreifig fertig. Nach zwei Jahren Bauzeit wurde 2007 die Ortsumgehung von Röttenbach im Landkreis Roth fertiggestellt.
Die 3,5 Kilometer lange vierspurige Ortsumgehung von Untersteinbach (Landkreis Roth) wurde im Dezember 2014 fertiggestellt und freigegeben. Der Bau der Umgehung von Dettenheim (Landkreis Weißenburg-Gunzenhausen) ist von Dezember 2014 bis Juli 2017 realisiert worden.
Im Bundesverkehrswegeplan 2030 wird die Ortsumgehung von Dietfurt als dreistreifiger Neubau sowie die Ortsumgehung von Wernsbach als vierstreifiger Neubau in den „Vordringlichen Bedarf“ (VB) eingestuft.
Der Bau der Ortsumgehung Wernsbach begann offiziell am 9. Dezember 2016. Am 15. April 2020 erfolgte mit der Umlegung des Verkehrs auf die Ostfahrbahn eine Teilverkehrsfreigabe der neuen Ortsumgehungsstraße. Am 20. August 2020 wurde die Strecke schließlich vollständig freigegeben.
Bei der Ortsumgehung von Dietfurt wurde 2017 mit der Vorplanung und der Trassenauswahl begonnen. Nach Auswahl der Vorzugsvariante kann dann das Planfeststellungsverfahren eingeleitet werden. Die Fertigstellung der Ortsumgehungsstraße wird frühestens 2027, eher 2030 erwartet.
Seit September 2012 ist der Abschnitt zwischen Kaisheim und Donauwörth ein Teilstück der Romantischen Straße.

#### Donauwörth – Augsburg
Die Donauwörther Umfahrung ab Berger Kreuz (Schellenberg) ist als autobahnähnliche Straße ausgebaut (für Fußgänger und Radfahrer gesperrt). Hier erfolgt der Abstieg zur Donau hin ins Lechtal. Zwischen Donauwörth-Süd und Kreuz Augsburg-West ist die B 2 vierstreifig als Kraftfahrstraße ausgebaut, allerdings gibt es nur zwischen den Anschlussstellen Langweid-Nord und Stettenhofen beidseitig einen Standstreifen, sonst nur Nothaltebuchten oder durchgehende Beschleunigungsstreifen. Hier verläuft die B 2 auf oder parallel zur alten Römerstraße Via Claudia Augusta. Sie stellt als Teilstück den Ersatz der ursprünglich geplanten A 91 von Füssen nach Feuchtwangen dar.

#### Augsburg – München
Zwischen den Anschlussstellen Augsburg-West und Augsburg-Ost der A 8 ist die Streckenführung unterbrochen. Sie führt dann im Stadtgebiet Augsburg durch die Stadtteile Hammerschmiede, Lechhausen, Innenstadt, Herrenbach und Hochzoll. Langfristig ist der Bau einer vierspurigen Osttangente Augsburg von der A 8-Anschlussstelle Friedberg (Bayern) über Friedberg-West, Kissing, Mering und Königsbrunn bis zur B 17 geplant. Die endgültige Trassenführung sowie ein Zeitplan für die Realisierung stehen allerdings noch nicht fest. Im Ende 2016 geänderten Fernstraßenausbaugesetz sind die Abschnitte bei Friedberg und Kissing im vordringlichen Bedarf, der Abschnitt weiter bis Oberottmarshausen (B 17) im weiteren Bedarf mit Planungsrecht eingestuft. Die Ortsumgehungen Althegnenberg, Hattenhofen und Mammendorf sind vordringlicher Bedarf. Eine ähnliche Verbindung war bereits mit dem Bau der A 90 vorgesehen, deren Realisierung wurde allerdings verworfen.
Weiter verläuft die Bundesstraße über Kissing, Mering, Merching (Landkreis Aichach-Friedberg), Althegnenberg, Hattenhofen, Mammendorf, Fürstenfeldbruck, Puchheim, Germering (Landkreis Fürstenfeldbruck) nach München. Die Straße ist im gesamten Teilstück als zweistreifige Straße ausgebaut und bisweilen recht kurvig. Auch werden einige Waldstücke durchfahren. In München-Pasing verläuft die B 2 weiter auf der Landsberger Straße bis zum Mittleren Ring (B 2 R).

#### München – Starnberg
Dieser Teil der B 2 ist auch unter dem Namen „Olympiastraße“ bekannt. Sie wurde 1936 anlässlich der Olympischen Winterspiele in Garmisch-Partenkirchen zweistreifig fertiggestellt. Auf kürzeren Teilstücken nördlich von Murnau und am Hirschberg ist sie dreistreifig. Zwischen München und Starnberg wurde sie durch die Bundesautobahnen A 95 und A 952 ersetzt.
In Starnberg ist zur Entlastung seit längerer Zeit ein Tunnel geplant, der als „B 2-Tunnel“, „Amtstunnel“ oder auch „Entlastungstunnel“ bezeichnet wird. Dieser Tunnel soll die Stadt vom Durchgangsverkehr entlasten und ermöglicht zusammen mit der als Westumfahrung bezeichneten Teilumfahrung von der B 2 zur St 2069 die Abstufung der B 2 oberirdisch, sowie der St 2069 und der St 2070, wodurch eine bessere Steuerung auch des Ziel- und Quellverkehrs in der Stadt möglich wird. In der Starnberger Bevölkerung bildeten sich Aktionsgemeinschaften, die sich gegen bzw. für den „B 2-Tunnel“ einsetzen (Pro und Kontra einer B 2-Umfahrung). Nach reiflicher Abwägung aller Vor- und Nachteile hat sich der Stadtrat, im November 2008, einstimmig für den B 2-Entlastungstunnel und die Westumfahrung entschieden. Im Februar 2017 wurde diese Entscheidung mit 19 zu 12 Stimmen bestätigt. Seit Ende 2016 ist der Tunnel laut Fernstraßenausbaugesetz im weiteren Bedarf mit Planungsrecht eingestuft. Die Kosten beliefen sich laut einer Schätzung von 2021 auf über 320 Millionen Euro.

#### Starnberg – Mittenwald
Die B 2 führt weiter über Weilheim und Murnau und folgt dabei ungefähr dem Verlauf der Römerstraße Via Raetia nach Garmisch-Partenkirchen und Mittenwald bis zum Grenzübergang Scharnitz (Österreich).

Zwischen Traubing und Weilheim ist ein dreistreifiger (2+1)-Ausbau bei Pähl unter Verkehr, ansonsten und auch abschnittsweise südlich von Weilheim angedacht. Die Ortsumgehung Weilheim ist seit 2016 als vordringlicher Bedarf eingestuft. Die Ortsumgehung im nördlichen Murnauer Stadtgebiet ist im vordringlichen Bedarf eingeordnet und ist ebenfalls mit Tunnel angedacht. 

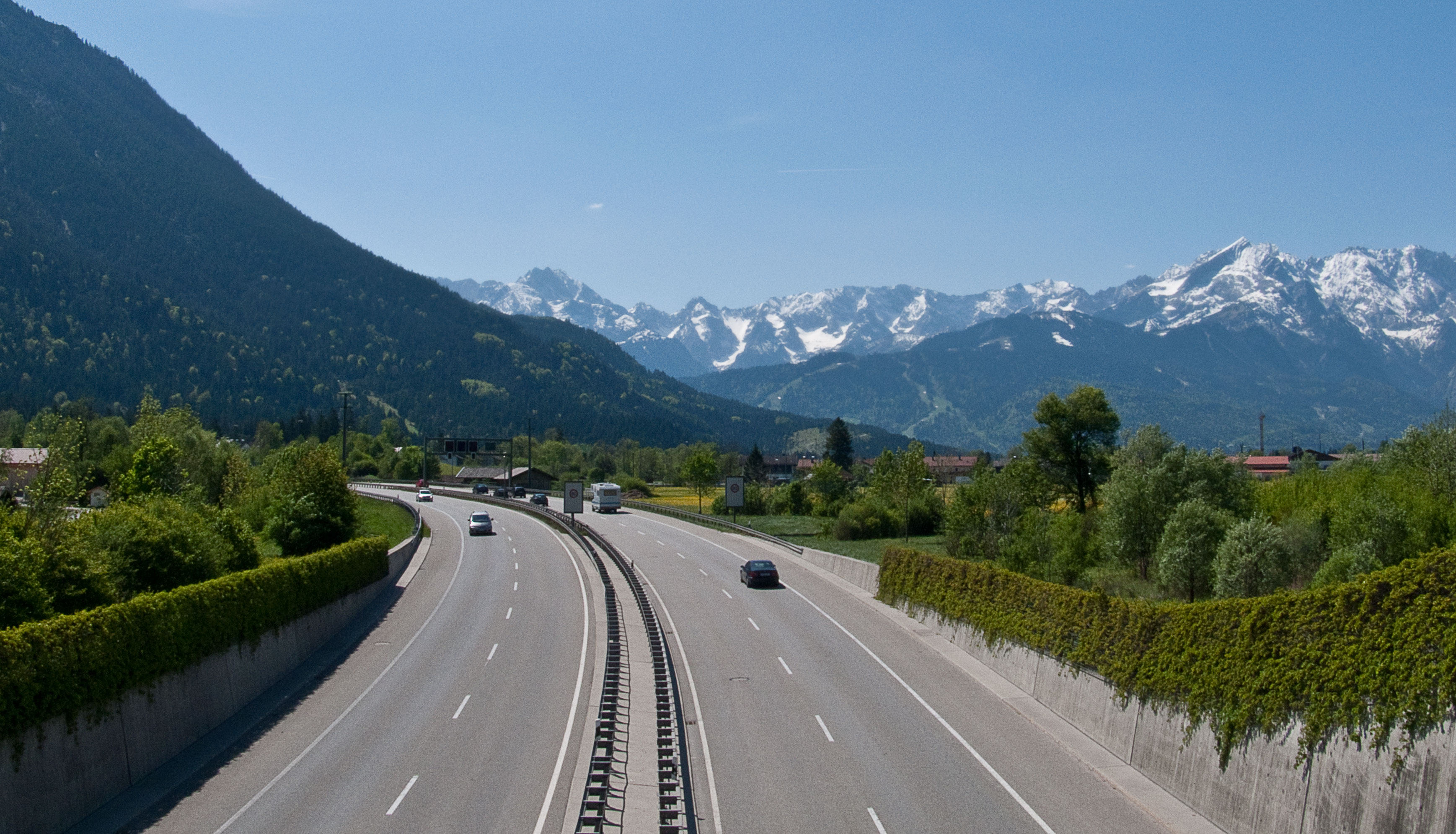
Vierspurige Umfahrung Farchant

Südlich Eschenlohe endet die von Norden kommende A 95 an der B 2, was sich auf das Verkehrsaufkommen auf der B 2 auswirkt. Der Auerbergtunnel südlich von Eschenlohe ist nur als weiterer Bedarf mit Planungsrecht eingestuft, könnte aber dennoch in den 2020er Jahren verwirklicht werden. Der anschließende Tunnel Oberau ist seit 2022 in Betrieb und umgeht den Ort Oberau. Ab hier verläuft die B 23 gemeinsam mit der B 2. Farchant wird seit 2000 durch den Tunnel Farchant umgangen. Für Garmisch-Partenkirchen ist eine Ortsumgehung mittels Wanktunnel im vordringlichen Bedarf des Ende 2016 geänderten Fernstraßenausbaugesetzes enthalten. Nach Verwirklichung der genannten Umgehungen und Tunnel wäre die B 2 zwischen Eschenlohe und Garmisch-Partenkirchen vierstreifig und zweibahnig.

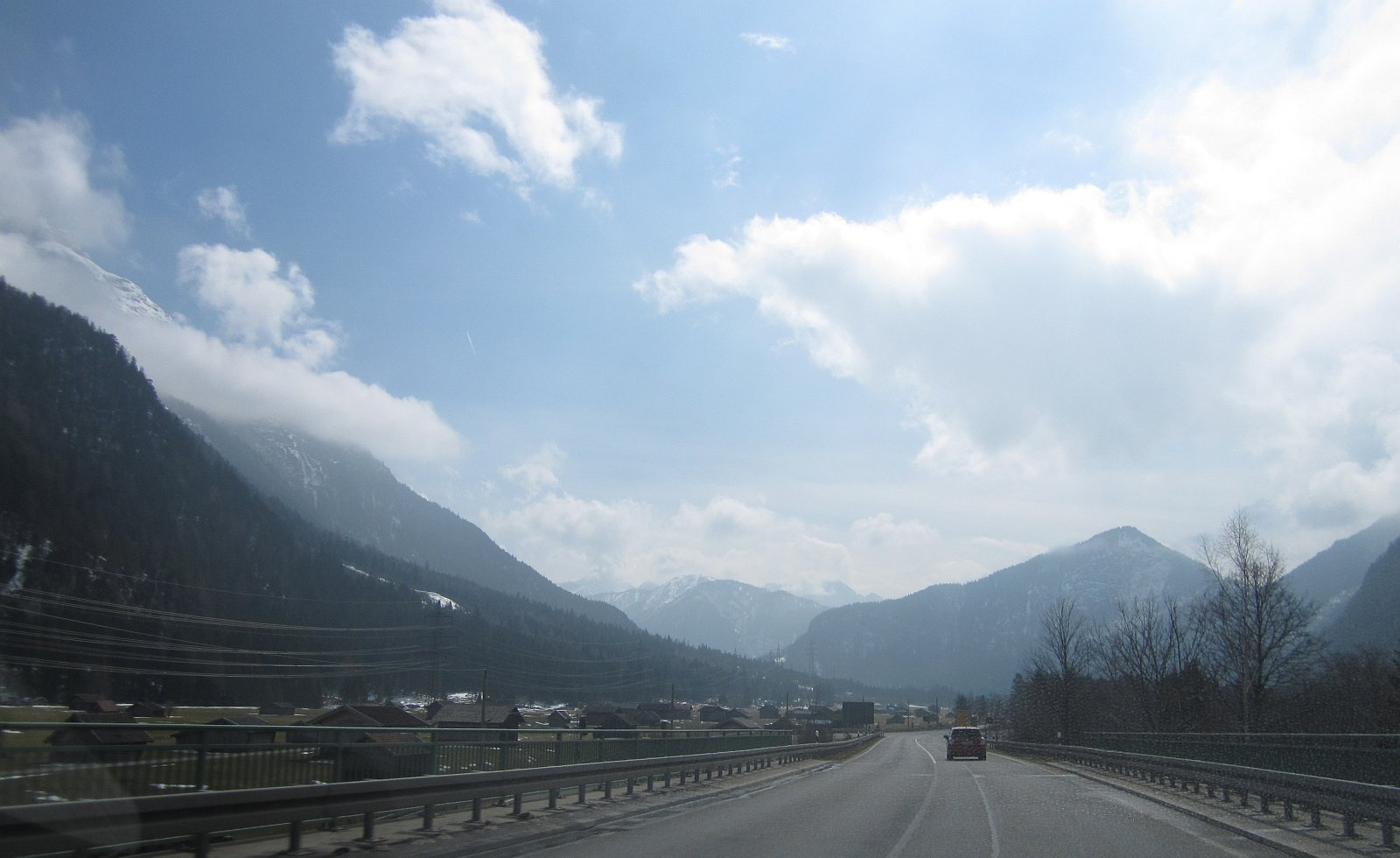
Mittenwald Richtung Scharnitzpass

In Garmisch-Partenkirchen trennt sich die B 23 in Richtung Westen ab und soll durch den Kramertunnel geleitet werden, somit teilt sich dort der Durchgangsverkehr auf. Auf österreichischer Seite wird die B 2 durch die B 177 fortgeführt.

## Sonstiges
Der Filmemacher Franz Xaver Gernstl hat der Bundesstraße 2 von 2000 bis 2002 eine eigene Filmreihe gewidmet und in acht ein- und zweistündigen Filmen Menschen und Städte entlang der Trasse porträtiert.